# Weinbau in der Türkei

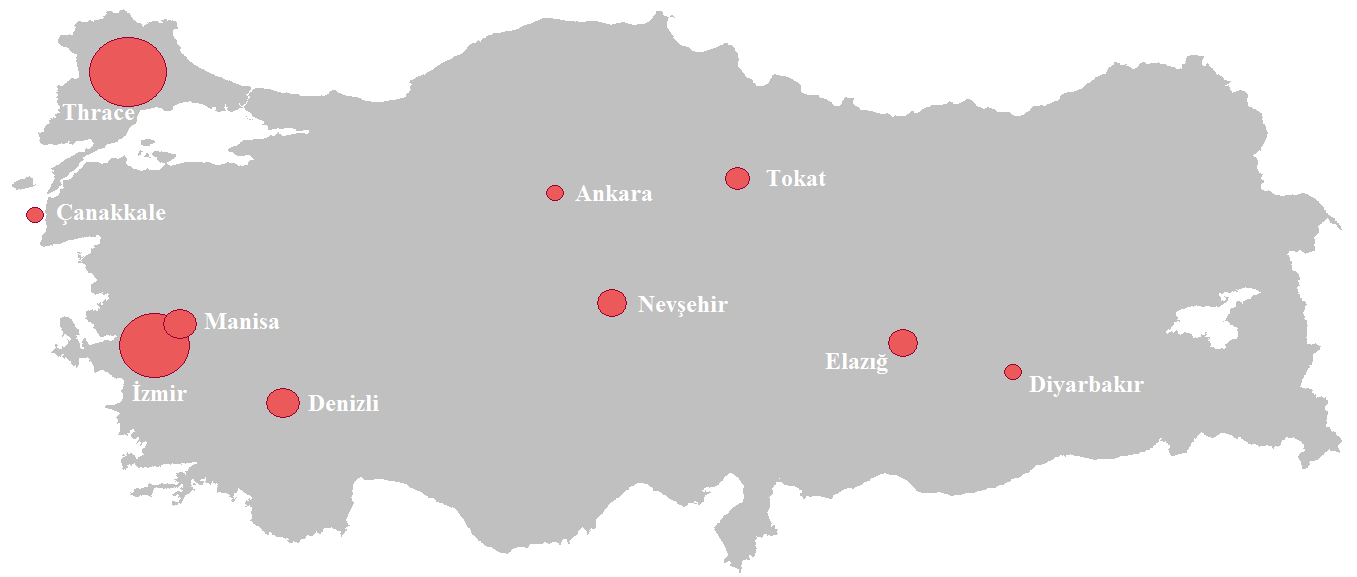
Weinbaugebiete der Türkei

Der Weinbau in der Türkei spielt heute eher eine untergeordnete Rolle. Obwohl laut einer Erhebung von 1996 567.000 Hektar Rebfläche bestockt waren – dies entspricht dem vierfachen der Fläche des Weinbaugebiets Bordeaux – werden lediglich kleine Kontingente meist einfacher Weine hergestellt. Im Jahr 2002 wurden 481.000 hl Wein erzeugt, im Jahr 2003 gehen die Schätzungen von 570.000 hl aus. Damit werden nur zwei Prozent der geernteten Weintrauben für den Weinbau verwendet. Der Rest wird als Tafeltraube vermarktet. Aufgrund der Erfolge der letzten zehn Jahre, der auch durch den wachsenden Tourismus zustande kommt, werden neue Weingüter und Anbauflächen angelegt. So haben sich neben den vier großen Weingütern viele kleine Boutique-Weingüter entwickelt. Besonders in großen Zentren wie Istanbul, Izmir und Ankara entstehen immer mehr Weinbars, die eine große Auswahl dieser Weine anbieten. In internationalen Hotels und in der Gastronomie haben Weine aus der Türkei mittlerweile ebenfalls einen hohen Stellenwert erreicht. Die große Stärke türkischer Weine sind die vielen autochthonen Rebsorten. Die Boutique-Weingüter können sich so von der internationalen Konkurrenz abgrenzen und Weintrinkern ganz neue Aromen präsentieren.

## Geschichte des Weinbaus in der Türkei
Gemäß der biblischen Überlieferung strandete Noach mit seiner Arche nach dem Rückgang des Wasserpegels am Berg Ararat in der Türkei. Dort erlernte er nach einer Legende den Beruf des Weinbauern.
Archäologisch belegt sind Darstellungen zur Weinherstellung aus dem fünften Jahrtausend v. Chr. Entsprechende Funde machte man im Gebiet Ostanatoliens. Belegt ist ebenfalls, dass die Hethiter nahe der Grenze zum heutigen Irak 2000 v. Chr. Wein aus der Rebsorte Kalecik Karasi herstellten.
In der Antike galt anatolischer Wein als qualitativ hochwertig und wurde zu hohen Preisen gehandelt. Auch die Byzantiner waren bekannt für ihre guten Weine, die ein begehrtes Handelsgut im Austausch mit benachbarten Völkern waren.
Mit der allmählichen Eroberung der byzantinischen bzw. vormals byzantinischen Territorien durch insbesondere türkische Invasoren kam der Weinbau immer mehr zum Erliegen. Mit der Eroberung Konstantinopels 1453 durch die Türken kam der letzte Rest des Weinbaus für fast 400 Jahre nahezu zum Stillstand. Danach wurden die Trauben hauptsächlich zu Sultaninen verarbeitet. Allein den nichtmuslimischen Minderheiten, insbesondere Armeniern und Griechen sowie Juden, war die Erzeugung und der Konsum von Wein erlaubt. Im Jahr 1637 sollen allein in Istanbul annähernd 160 Tavernen und 6000 kleine Geschäfte den Wein verkauft haben.
Erst mit der Errichtung eines laizistischen Staates durch Atatürk wurde der Weinbau wieder in größerem Stil möglich. Atatürk selbst galt als Weinliebhaber und förderte die Gründung privater Weingüter.
Zwischen 1960 und 1980 erlitt der Weinbau einen herben Rückschlag. Der Rebschädling Phylloxera sowie die Landflucht und eine Auswanderungswelle sind die Ursache dafür, dass viele Flächen nicht mehr bewirtschaftet wurden.
Seit 1980 nehmen Menge und Qualität von türkischem Wein ständig zu. Der Pro-Kopf-Verbrauch von Wein liegt in der Türkei bei 0,8 Litern pro Jahr (in Europa liegt dieser Verbrauch bei 50 bis 60 l/Jahr). Populärstes alkoholisches Getränk bei Türken ist der Rakı (70 % der verkauften Alkoholika), gefolgt von Bier (12 %) und Wein (8 %). Die religiös-konservativen Teile der Türkei versinnbildlichen zum Teil den Konflikt zwischen Orient und Okzident: Dort werden die Trauben von Bauern angebaut, die den Genuss von Alkohol ablehnen, jedoch einen Teil ihres Lebensunterhalts mit diesem Geschäft erwirtschaften. Das Aufsichtsamt für Tabak und Alkoholmarkt (TAPDK) regelt unter anderem den Weinmarkt. Die politische Verantwortung hat der Minister für Ernährung, Landwirtschaft und Viehzucht, Mehmet Mehdi Eker.
Vom 18. bis zum 22. Juni 2012 fand der von der Internationalen Organisation für Rebe und Wein ausgerichtete 35. Weltkongress für Rebe und Wein erstmals in der Türkei und dort in Izmir statt.

## Weinbaugebiete

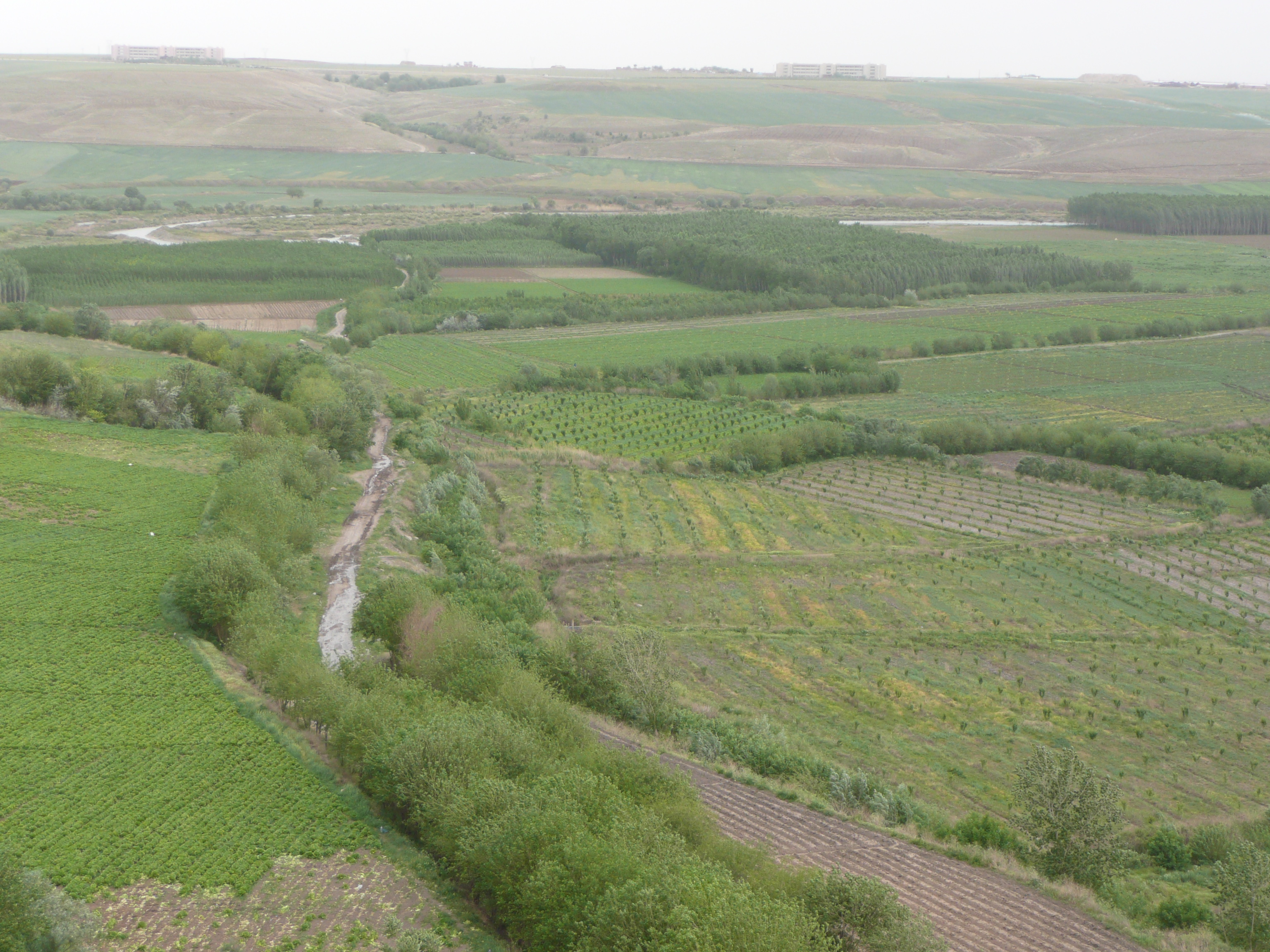
Weinanbau bei Diyarbakır

Die wichtigsten Weinbaugebiete liegen in der Ägäisregion an der Ägäisküste. In diesen Gebieten, die mehr Feuchtigkeit aufweisen als das trockene Landesinnere, werden knapp zwei Drittel der Weine produziert. 34 Rebsorten sind für den Weinbau im Einsatz, 22 lokale sowie 12 internationale.
- Marmara und Ostthrakien (der europäische Teil der Türkei): In den Gegenden um Tekirdağ, Çanakkale, Edirne, Kırklareli und Bilecik entstehen 40 % der türkischen Weine. Die roten Rebsorten: Papazkarası, Adakarası, Karaseker, Gamay, Pinot Noir und Cinsault. Als weiße Rebsorten werden eingesetzt: Semillon, Yapıncak, Beylerce, Clairette Blanche, Misket und Riesling.
- Ägäische Küste Anatoliens: 20 % der türkischen Weinproduktion in den Regionen um İzmir, Manisa und Denizli. Als rote Rebsorten werden Calkarası, Grenache und Carignan sowie in zunehmendem Maße Merlot und Cabernet Sauvignon eingesetzt.
- Imbros (Insel)

Am Schwarzen Meer, das als Urheimat der Weinreben gilt, liegen kleinere Anbaugebiete in der Nähe von Çorum, Tokat, Kastamonu und Samsun. Hier werden vorwiegend die autochthonen Rebsorten Dimrit, Sergikarası (rot) und Narine (weiß) eingesetzt.
In Zentralanatolien herrscht ein kontinentales Klima mit harten Wintern und heißen Sommern vor. Hier baut man die Rebsorten Kalecik Karası, Papazkarası, Dimrit, Bogazkere und Öküzgözü (alles rote Sorten) sowie die weißen Sorten Emir, Narince und Hasandede an. Die Gebiete liegen bei Ankara, Kırıkkale, Kırşehir und Niğde.
In Ostanatolien wird Weinbau rund um Elazığ sowie in den südostanatolischen Provinzen Gaziantep, Mardin, Şanlıurfa und Diyarbakır betrieben. Hauptsächlich werden die Rebsorten Öküzgözü, Boğazkere, Kalecik Karası, Horozkarası (alles rot) sowie Narince, Dokulgen und Kabarcık eingesetzt.

## Struktur des Weinbaus in der Türkei
Die Weinbauszene wird von einigen wenigen Großkellereien bestimmt. Der Qualitätssprung der letzten Jahre wurde gerade dort initiiert. Durch den Erfolg dieser Güter entstehen zurzeit kleine Weingüter nach dem Vorbild der französischen Betriebe (Châteaux). Die meisten der ca. 100 türkischen Weinbaubetriebe sind relativ klein, zeichnen sich jedoch durch sehr charaktervolle Weine aus, die selbst Weinkennern noch neue Aromen liefern. Auch bei internationalen Wettbewerben erhalten türkische Weine Auszeichnungen, die eine sehr gute Qualität widerspiegeln. Der Export erhält einen immer größeren Stellenwert bei der Vermarktung, und Hauptabsatzländer sind Deutschland, Großbritannien, Frankreich, Japan, Kanada und die USA.
Da die Weinberge verstreut über das ganze Land liegen und die Großkellereien einen enormen Bedarf an Traubenmaterial haben, muss das Traubengut oftmals einige hundert Kilometer in Kühltransporten vom Weinberg zu den Kellereien gefahren werden.
Die größten Weinbaubetriebe sind:
- Kavaklıdere: Kellerei in Ankara, Produktion ca. 17 Millionen Flaschen/Jahr. Der Exportanteil beträgt 20 %. Der Rest verbleibt im Land, zur Deckung vor allem des Tourismus-Bedarfs. Kavaklıdere ist der Stadtteil von Ankara, wo die Kellerei ursprünglich ihren Sitz hatte. Übersetzt bedeutet der Name "Pappelbach".
- Doluca: Die Jahresproduktion beläuft sich auf 13 Millionen Flaschen (2004).
- Pamukkale: Sowohl die Sinterterrasse Pamukkale als auch das Weingut aus Güney haben als Namensgeber die Baumwolle (türkisch Pamuk; Pamukkale heißt übersetzt "Baumwollburg"). Die Jahresproduktion beläuft sich auf 2,5 Millionen Flaschen.
- Sevilen
- Melen
- Kayra

Bekannte türkische Weine sind:
1. Rotweine:
  1. Kavaklidere Selection
  2. Kayra Buzbağ
  3. Villa Doluca Antik
  4. Vinkara Quattro Kırmızı
  5. Kavaklidere Yakut
2. Weißweine:
  1. Kavaklidere Selection
  2. Kayra Buzbağ
  3. Villa Doluca Antik
  4. Vinkara Quattro Beyaz
  5. Kavaklidere Angora